# En los siete bosques
En los siete bosques: Poemas principalmente de la Edad Heroica de Irlanda (en inglés, In the Seven Woods: Being Poems Chiefly of the Irish Heroic Age) es un volumen de poemas de William Butler Yeats, publicado en Dundrum, Dublín, en 1903.
Este es el primer libro de Yeats del llamado "período medio", en el que evitó la influencia de sus ideales románticos anteriores y que fueron preferentes para las imágenes de la llamada Hermandad Prerrafaelita, que dieron favor a un estilo más libre y a una postura poética anti-romántica similar a la de Walter Savage Landor.
El poema "La maldición de Adán", sin embargo, sigue reflejando sus viejos ideales. Este poema también es el más popular y con frecuencia es el más citado en antologías de la poesía irlandesa y de la literatura de Irlanda.
El volumen incluye la obra de teatro El duelo en la bahía de Baile (en inglés, On Baile's Strand: A Play).